# Sara Fernanda Giromini
Sara Fernanda Giromini (ps. Sara Winter, ur. 18 czerwca 1992 w São Carlos) – brazylijska działaczka feministyczna, a potem krytyk feminizmu i działaczka chrześcijańska, polityk konserwatywna.

## Życiorys
Jako Sara Winter była główną współzałożycielką brazylijskiego odłamu ruchu feministycznego Femen (Femen Brazil). Organizowała różnego rodzaju protesty antychrześcijańskie, w tym w formie topless. Deklarowała występowanie przeciwko seksualnemu wykorzystywaniu kobiet, wszelkiej dyktaturze i religii. Najbardziej znanym jej wystąpieniem w tym okresie (2014) było prowokacyjne zachowanie przed kościołem Matki Bożej Gromnicznej w Rio de Janeiro, gdzie częściowo obnażona pieściła się publicznie z inną aktywistką, na oczach osób opuszczających kościół. Zdjęcie tych praktyk stało się potem ikoną brazylijskich ruchów antyklerykalnych. W 2013 skłócona opuściła Femen i założyła własną grupę feministyczną BastardXs.
W 2015 ogłosiła zerwanie z ruchem feministycznym, a także przeprosiła chrześcijan za swoje zachowania. Zmiana jej poglądów wywołana była urodzeniem dziecka (wcześniej dokonała aborcji). Ujawniła też przypadki zmuszania osób w Femenie do zażywania narkotyków, współżycia z mężczyznami (i oskarżanie ich o molestowanie seksualne) oraz molestowania przez inne kobiety. Organizacje feministyczne nazwała wówczas sektami. Należy do antyfeministycznej grupy Pro-femme, odrzucającej feminizm i założenia gender. Na bazie swoich doświadczeń napisała dwie książki.
Była kandydatką na posła federalnego demokratów w Rio de Janeiro w wyborach w 2018, ale nie została wybrana. W 2019 piastowała stanowisko koordynatora polityki macierzyństwa w brazylijskim Ministerstwie ds. Kobiet, Rodziny i Praw Człowieka. Popierała rząd Jaira Bolsonaro. Była jednym z organizatorów przychylnego mu ruchu Acampamento dos 300. W czerwcu 2020 została aresztowana za rzekome groźby pod adresem sędziego Sądu Najwyższego oraz z powodu śledztwa w sprawie finansowania protestów antydemokratycznych. W 2021 wyraziła rozczarowanie rządami Bolsanaro.